# Arenaria cariensis
Arenaria cariensis là loài thực vật có hoa thuộc họ Cẩm chướng. Loài này được Carlström mô tả khoa học đầu tiên năm 1986.